# WikiTribune
WikiTribune (estilizado como WikiTRIBUNE) é um site de notícias em que aproxima jornalistas profissionais onde pesquisam e relatam notícias ao lado de voluntários que cura artigos para revisão, verificação dos fatos, sugerindo mudanças e adicionando fontes. Jimmy Wales, cofundador da Wikipédia, anunciou o site em abril de 2017. WikiTribune é um site com fins lucrativos e não é afiliado com a Wikipédia ou sua organização pai, a Wikimedia Foundation.
"Esta será a primeira vez que jornalistas profissionais e jornalistas cidadãos irão trabalhar lado a lado como iguais, escrevendo histórias como elas acontecem, editando-as ao vivo, como elas se desenvolvem e em todos os momentos apoiado por uma comunidade de verificação e reverificação de todos os fatos", disse Wales. Temos a intenção do projeto em ajudar a combater falsas notícias on-line, ele estava supostamente motivado para resolver este problema, quando ouviu Kellyanne Conway dizer "fatos alternativos" na televisão.
A versão demo do site só tornou acessível a um público seleto, como meios de comunicação.

## Modelo de negócio
WikiTribune é um site com fins lucrativos que será financiado por doadores e sem a venda de espaço publicitário. Quanto mais recursos forem recolhidos, mais jornalistas poderão contratar. O crowdfunding começou em 25 de abril de 2017. Está solicitando doadores entre £10 ou 15 dólares por mês.
Os jornalistas terão de fornecer a fonte dum fato ou fornecer transcrições completas e gravações de entrevistas. O público poderá modificar e atualizar artigos; No entanto, a atualização só será ativada uma vez aprovado pelo pessoal ou voluntários confiáveis. 
As pessoas nomeadas como envolvidas no projeto como conselheiros de Jimmy Wales incluem Lily Cole, Jeff Jarvis, Guy Kawasaki e Lawrence Lessig.
A firma de Wales, Jimmy Group, que incorporou anteriormente em abril de 2017, arquivou um pedido de marca para "WikiTribune" com o escritório de propriedade intelectual, que estava examinando o pedido a partir de 25 de abril.